# Billingford, South Norfolk
Billingford eller Pirleston är en ort i civil parish Scole, i distriktet South Norfolk, i grevskapet Norfolk i England. Orten är belägen 5 km från Diss. Billingford var en civil parish fram till 1935 när blev den en del av Scole. Civil parish hade 150 invånare år 1931. Byn nämndes i Domedagsboken (Domesday Book) år 1086, och kallades då P(re)lestuna.